# اسفند ۱۳۸۸
اسفند ۱۳۸۸، آخرین ماه سال ۱۳۸۸ هجری خورشیدی است.
آغاز آن شنبه، ۱ اسفند ۱۳۸۸ برابر با ۲۰ فوریه ۲۰۱۰ میلادی است.